# Черевченко, Игорь Геннадьевич
И́горь Генна́дьевич Черевченко́ (тадж. Игор Геннадевич Черевченко; род. 21 августа 1974, Душанбе) — таджикистанский и российский футболист, выступавший на позиции защитника. После завершений карьеры — тренер.
Сын футболиста Геннадия Черевченко, проведшего почти всю карьеру за душанбинский «Памир». В 1993—1994 годах выступал за национальную сборную Таджикистана. Известен по выступлениям за московский «Локомотив». Во второй половине 1990-х годов являлся одним из ключевых игроков команды. Один из трёх человек, наряду с Дмитрием Парфёновым и Сергеем Семаком, кто стал обладателем Кубка России и как игрок, и как главный тренер.

## Клубная карьера
Начальное футбольное обучение прошёл в спортивной школе Душанбе, тренерами в которой работали бывшие партнёры его отца по «Памиру». В 1992 году в 18-летнем возрасте стал чемпионом страны. В 1994 году в матче против «Равшана» (10:0) забил 7 мячей. После распада Советского Союза семья Черевченко перебралась в Подмосковье. Игорь стал играть во Второй лиге России — в Обнинске за «Индустрию». В 1996 году был приглашён в московский «Локомотив» главным тренером Юрием Сёминым, который в начале своей тренерской карьеры руководил «Памиром»; тогда в его составе играл Геннадий Черевченко. С «Локомотивом» четырежды становился призёром чемпионата России, четырежды обладателем Кубка России, дважды участвовал в полуфиналах Кубка кубков.
За время этого самого успешного для себя периода карьеры сыграл за клуб в 170 матчах, забил 9 мячей:
Чемпионат России: 123 (5);
Кубок России: 16 (1);
Еврокубки: 31 (3).
После ухода из «Локомотива» в первой половине чемпионата России 2002 года выступал за московское «Торпедо», а после неудачного просмотра в немецкой «Энерги» перешёл в «Аланию» на правах аренды. Завершил карьеру из-за травм.

## Карьера в сборной
Согласно сайту National Football Teams, Черевченко в 1993 и 1994 годах провёл за сборную Таджикистана по 4 матча, голов не забивал Согласно сайту Uzfootball.uz, сборная Таджикистана в 1993 году матчей не проводила. Согласно сайту rsssf.com, Таджикистан в 1993 году провёл всего один неофициальный матч; в нём принимал участие Черевченко, в 1994 году он забил один мяч в свои ворота в матче со сборной Узбекистана. По словам самого Черевченко, он забивал голы за сборную.

## Тренерская карьера

### «Локомотив» (Москва)
Работал в ДЮСШ «Локомотив-Перово». С февраля 2008 года пополнил тренерский штаб Рашида Рахимова в московском «Локомотиве», сохранив пост тренера при последующих главных тренерах. В сентябре-октябре 2014 года и с 11 мая 2015 года по 2 июня 2015 года — исполняющий обязанности главного тренера команды. 21 мая 2015 года Черевченко в качестве и. о. главного тренера выиграл с «Локомотивом» Кубок России, обыграв в финальном матче «Кубань» (3:1).
2 июня 2015 года официально стал главным тренером «железнодорожников». 8 августа 2016 года сообщил о своей отставке, а 10 августа на заседании совета директоров клуба заявление было удовлетворено.

### «Балтика» (Калининград)
8 февраля 2017 года стал главным тренером клуба Футбольной национальной лиги «Балтика» (Калининград). После 24 туров команда занимала 19-е место, имея в активе 17 очков. В оставшихся 14 играх команда набрала 25 очков и заняла в итоге 14-е место. Таким образом, клуб сохранил прописку в Футбольной национальной лиге. В сезоне 2017/2018 команда заняла 5-е место в чемпионате, набрав 64 очка. До зоны стыковых матчей оставалось 4 очка.

### «Арсенал» (Тула)
13 ноября 2018 года возглавил клуб Российской премьер-лиги «Арсенал» (Тула). В сезоне 2018/2019 «Арсенал» под руководством Черевченко занял шестое место в чемпионате России, дошёл до полуфинала Кубка России и вышел в Лигу Европы. Три этих результата стали высшими в истории тульского клуба.
В мае 2019 года Игорь Черевченко подписал с «Арсеналом» новый контракт, рассчитанный до 2020 года. Контракт продлён до фактического конца сезона-2019/20. Был отправлен в отставку 1 июля 2020 года после серии неудачных матчей.

### «Химки»
25 сентября 2020 года назначен главным тренером футбольного клуба «Химки», который на тот момент занимал предпоследнее место в Тинькофф Российской Премьер-лиге. В первом матче под руководством Черевченко «Химки» одержали первую за девять туров победу над «Динамо» со счётом 1:0. В дальнейшем команда продолжила удачно выступать, одержав в итоге 6 побед в 8 матчах. По итогам сезона «Химки» заняли 8-е место в Премьер-лиге, добившись лучшего результата в своей истории.
25 октября 2021 года клуб объявил об уходе Черевченко, однако уже 19 ноября он вернулся на свой пост.
22 февраля 2022 года Черевченко снова был уволен с поста главного тренера «Химок».

## Достижения

### Командные

#### В качестве игрока
«Памир»
- Чемпион Таджикистана: 1992
- Серебряный призёр чемпионата Таджикистана (2): 1993, 1994
- Обладатель Кубка Таджикистана: 1992

«Локомотив»
- Серебряный призёр чемпионата России (3): 1999, 2000, 2001
- Бронзовый призёр чемпионата России: 1998
- Обладатель Кубка России (4): 1996, 1997, 2000, 2001

#### В качестве тренера
«Локомотив»
- Обладатель Кубка России: 2014/15

«Истиклол»
- Чемпион Таджикистана: 2023, 2024
- Обладатель Кубка Таджикистана: 2023

### Личные

#### В качестве игрока
- В списках 33 лучших футболистов чемпионата России (2): № 2 (1999); № 3 (1996)

#### В качестве тренера
- Лучший тренер месяца чемпионата России (3): декабрь 2019[23], ноябрь 2020[24], декабрь 2020[25]

## Статистика выступлений
| Сезон | Команда            | Чемпионат | Кубок | Еврокубки |
| 1992  | Памир              | ? (?)     |       |           |
| 1993  | — // —             | ? (?)     |       |           |
| 1994  | — // —             | ? (?)     |       |           |
| 1995  | Индустрия          | 36 (4)    | 1 (0) | 0 (0)     |
| 1996  | Локомотив (Москва) | 28 (1)    | 3 (0) | 4 (1)     |
| 1997  | — // —             | 25 (0)    | 3 (0) | 3 (0)     |
| 1998  | — // —             | 21 (1)    | 3 (0) | 6 (0)     |
| 1999  | — // —             | 20 (2)    | 2 (0) | 6 (0)     |
| 2000  | — // —             | 19 (1)    | 4 (1) | 6 (1)     |
| 2001  | — // —             | 10 (0)    | 1 (0) | 6 (1)     |
| 2002  | Торпедо (Москва)   | 12 (0)    | 0 (0) | 0 (0)     |
| 2002  | Алания             | 5 (0)     | 0 (0) | 0 (0)     |

## Тренерская статистика
| «Локомотив» (М), и. о. | 15 сентября 2014 | 3 октября 2014  | 3   | 2   | 0  | 1  | 066,67 |
| «Локомотив» (М)        | 11 мая 2015      | 9 августа 2016  | 47  | 20  | 14 | 13 | 042,55 |
| «Балтика»              | 8 февраля 2017   | 21 мая 2018     | 53  | 26  | 11 | 16 | 049,06 |
| «Арсенал» (Тула)       | 13 ноября 2018   | 1 июля 2020     | 49  | 18  | 11 | 20 | 036,73 |
| «Химки»                | 25 сентября 2020 | 24 октября 2021 | 37  | 16  | 8  | 13 | 043,24 |
| «Химки»                | 19 ноября 2021   | 22 февраля 2022 | 4   | 0   | 2  | 2  | 000,00 |
| «Истиклол»             | 25 января 2023   | 31 декабря 2023 | 33  | 19  | 8  | 6  | 057,58 |
| «Факел»                | 26 апреля 2024   | 12 августа 2024 | 10  | 1   | 4  | 5  | 010,00 |
| Всего                  | Всего            | Всего           | 236 | 102 | 58 | 76 | 043,22 |

## Личная жизнь
Жена — серебряный призёр Олимпиады-2000, чемпионка Европы по волейболу, спортивный комментатор Татьяна Грачёва. Дочь — Мария (р. 2012), КМС по синхронному плаванию.